# Ivan Šmeljov
Ivan Šmeljov (celým jménem Ivan Sergejevič Šmeljov, rusky Иван Сергеевич Шмелёв; 3. října 1873, Moskva, Rusko – 24. června 1950 Bussy-en-Othe v Burgundsku, Francie) byl ruský spisovatel, člen moskevské literární skupiny Sreda.

## Biografie

### Raná léta
Ivan Šmeljov se narodil v obchodnické rodině; po dokončení střední školy nastoupil na právnickou fakultu moskevské Lomonosovovy univerzity. Jeho první literární dílo bylo otištěno roku 1895; ve stejném roce navštívil Valaamský klášter, což v něm zanechalo silnou spirituální odezvu, jejímž výsledkem byla Šmeljovova první kniha На скалах Валаама (Na skalach Valaama - 1897).
Po absolvování fakulty v roce 1898 nastoupil do vojenské služby a strávil několik let
jako státní úředník během nichž pokračoval v psaní; jeho rané práce vyšly v nakladatelství Maxima Gorkého Znanije (Знание).
Po první ruské revoluci (1905) jeho popularita stoupá, dílo z roku 1911 Человек из ресторана (Čelovek iz restorana, Muž z restaurace) má velký úspěch, „vyobrazuje se zaujetím Dostojevského dekadenci bohatých očima číšníka a zbožného otce, jemuž se ze světa vrátil syn i dcera se špatnými zkušenostmi“.
Příběh se stal předlohou pro stejnojmenný film z roku 1927 Jakova Protazanova.

### Kariéra
V roce 1912 Šmeljov organizoval Книгоиздательство писателей в Москве (vydavatelství moskevských spisovatelů), které publikovalo autory jako např. Ivan Alexejevič Bunin, Boris Zajcev a další soudobé prozaiky včetně Šmeljova samotného.
Šmeljov přivítal Říjnovou revoluci v roce 1917 a pád autokracie. Vydal se na cestu po Rusku, aby sledoval průběh změn a byl silně dojat, když mu lidé vracející se ze sibiřského vyhnanství vyprávěli, jak mnoho pro ně znamenala jeho tvorba.
Nicméně časem zamítl Říjnovou revoluci a přesunul se na bělogvardějský Krym. Jeho drahý syn Sergej, důstojník dobrovolnické proti-bolševické armády přijal nabídku bolševiků na amnestii a odmítl následovat Pjotra Nikolajeviče Wrangela do exilu v roce 1920, byl zajat revolučním výborem Bély Kuna na Krymu a zastřelen bez soudu. Tato událost přiměla Ivana Šmeljova přijmout nabídku Ivana Bunina k exilu ve Francii.
Stáří prožíval poznamenán vážnou nemocí a chudobou. Zemřel v roce 1950 na srdeční infarkt, byl pohřben na pařížském hřbitově Sainte-Geneviève-des-Bois. Podle poslední vůle byly v roce 2000 převezeny jeho ostatky spolu s ostatky jeho manželky do vlasti, kde byly pohřbeny poblíž hrobů rodinných příslušníků na nekropoli Donského kláštera v Moskvě.

## Dílo
V díle Ivana Šmeljova lze nalézt silnou vazbu k přírodě a půdě, zaznívá z něj hrdé vlastenectví (ve smyslu zaujetí pro ruské tradice) a láska k obyčejnému člověku.
Mladší generace ruských autorů občas nedocení Šmeljovův tradicionalismus a má výhrady vůči jeho patriarchálnímu pojetí. Avšak bohatá próza a silné kořeny k ruské kultuře mu získaly mnoho čtenářů, když byl později publikován ve své vlasti.

### Česká vydání (výběr)
- Proti odvěké křivdě
- Sklepník
- V nový život
- Za světlým cílem: dvě povídky
- Slunce mrtvých – novela o vyvražďování etnických menšin bolševiky na Krymu po roce 1920
- Tak se to stalo - "Это было" - povídka (MAŤA 2024) - překlad Světlana Glaserová https://www.kosmas.cz/knihy/288636/tak-se-to-stalo/